# Conflits entre la régence d'Alger et les dynasties chérifiennes
Conflits algéro-chérifiens
Batailles
• Campagne de l'Oranie (1550)
• Bataille de Tlemcen (1550)
• Campagne de Tlemcen (1551) 
• Bataille de Oued Zadidja (1551)
• Invasion du Chélif par les Saadiens (1552) 
• Bataille de Taza (1553) 
• Bataille de Koudiat al-Mahali (1554) 
• Prise de Fès (1554)
• Bataille de Tadla (1554)
• Campagne de Tlemcen (1557)
• Bataille de l'Oued-el-Leben (1558)
• Campagne de Tlemcen (1558)
• Campagne de Tlemcen (1559)
• Prise de Fès (1576)
•  Bataille d'al-Rukn (1576)
• Expéditions du Touat (1645-1652)
• Campagne de l'Oranie (1647)
• Prise d'Oujda (1647)
•  Soulèvement dilaïte (1677)
• Campagne de la Tafna (1678)
• Campagne de Tlemcen (1559)
• Campagne de Tlemcen (1679)
•  Bataille de la Moulouya (1692)

• Campagne de l'Oranie (1699-1700)
• Bataille du Chelif (1701)
• Expédition d'Oran (1707)
• Expéditions sur Laghouat (1708-1713)
 • Occupation du Rif Oriental (1792-1795)
Les conflits entre la régence d'Alger et les dynasties chérifiennes ou conflits algéro-chérifiens ou guerres algéro-marocaines, sont une série de confrontations entre d'une part la régence d'Alger et ses alliés — les sultanats locaux ou confédérations tribales — et de l'autre part les dynasties Saadiennes puis Alaouites, régnant sur le Maghreb el Aqsa à partir du XVIe siècle.
Les origines de ces conflits sont multiples et imbriquées. L'entreprise d'établissement étatique de la régence d'Alger en Algérie autour d'Alger comme nouveau centre politique de premier plan et son intégration à l'Empire ottoman se fait aux dépens des Zianides de Tlemcen à l'ouest. Ces derniers, en conflits récurrents au début du XVIe siècle, avec la régence d'une part et les Espagnols d'autre part, finissent par voir leur domaine intégré à la régence d'Alger. Leur affaiblissement attise les convoitises saadiennes et leur prétention sur l'ouest algérien.
Si la régence d'Alger confirme son contrôle sur Tlemcen, Oujda, et l'Oranie elle n'a pas les moyens de lancer de longues campagnes dans les confins sahariens qu'elle délègue à diverses confédérations tribales comme les Ouled Sidi Cheikh, qui règneront sur les Oasis du Figuig pour le compte des Bey d'Oran. Les Saadiens bloqués au nord par l'Empire Espagnol et la Régence d'Alger trouvent alors un débouché sud-saharien pour l'extension de leur Empire.
Par ailleurs, la pression sur le Maroc ne retombe pas, on a compté dix-huit guerres et batailles entre les deux empires en trois siècles, surtout au XVIe siècle.
Or, cela reprend au XVIIIe siècle, car les Alaouites du Maroc veulent s'emparer de Tlemcen et d'Oran.
En 1647, un accord établit la frontière comme Tafna pour les algériens, qui ont une garnison à Nedroma, mais les Alaouites reviennent à la charge.
Battus, les Marocains perdent Oujda, puis le Rif oriental au XVIIIe siècle, et le fleuve de la moulouya devient la nouvelle frontière entre la régence d'Alger et l'Empire chérifien.
Ces conflits et les accords qui en découlent préfigurent les frontières et les délimitations entre les États-nations modernes du Maghreb d'une part, mais sans toutefois apporter de bouleversement notable aux frontières maroco-algériennes, connues pour être fixé sur le fleuve Moulouya depuis l'antiquité.

## L'établissement de la régence d'Alger (XVIesiècle)

### Effondrement des zianides de Tlemcen
L'affaiblissement des zianides de Tlemcen, jouant sur leur alliances entre l'Espagne, les algérienss d'Alger et les Wattassides pour se maintenir ouvre une période de vide politique dans l'ouest algérien. La fondation de la régence d’Alger (1512-1529) puis son intégration dans l’Empire ottoman va se faire aux dépens des Zianides à l'ouest et des Hafsides à l'est. La régence d'Alger va étendre son influence à l'ouest par le jeu des alliances maraboutiques et des confréries. Cependant l’avènement des Saadiens en 1550 bouleverse ce jeu d'alliances. En effet, la régence d'Alger ne peut compter sur l'appui maraboutique contre des souverains revendiquant une origine chérifienne (c'est-à-dire descendant de Mahomet). Il s'engage donc des négociations, concernant les territoires anciennement sous suzeraineté zianide, qui n'aboutissent pas.

### Rupture de l'allégeance des Saadiens aux Ottomans
En 1545, les Saadiens s'allient aux Espagnols. La Régence d'Alger va intervenir militairement au Maghreb el Aqsa en soutenant divers prétendants au trône, ce qui conduira à la prise de Fès à deux reprises : en 1554 et 1576.
En 1580, le chérif du Maroc reçoit un courrier du sultan ottoman de l'époque, Mourad III, dont le contenu ne donne au chef marocain Moulay Ahmed que les titres de h'akim et d’émir de Fez et de Marrakech, précisant que le rôle de calife appartient au sultan ottoman. Les réponses de Moulay Ahmed au sultan Mourad n'ont pas l'air de contredire ce cadre de vassalité. Mais en 1589, le sultan marocain écrit sur une posture égalitaire avec le sultan ottoman, indiquant qu'il n'y a  plus de lien de vassalité entre eux. La Régence d'Alger soutiendra alors un autre prétendant au trône afin de créer une vice-royauté de Fès qui soit tributaire de l'Empire ottoman.
Ce conflit ouvre une période d'hostilité algéro-marocaine qui ne cessera qu'en 1585 avec l'intervention du sultan ottoman. Dès lors durant un siècle environ la frontière de la Moulouya entre le Maroc et l'Algérie sera respectée.
D'autre part la chute des souverains algériens Zianides de Tlemcen ouvre la voie aux conquêtes sahariennes des Saadiens soucieux de contrôler les axes transsahariens laissés vacants par les algériens. Afin de réintégrer ces confins sahariens à l'Algérie, il est cependant fait mention de l'envoi d'une troupe d'Alger dans le Gourara vers la fin du XVIe siècle à la demande des ksouriens face aux rezzous venus du Tafilalt. Le Touat et le Gourara sont alors soumis à une tentation de repli local et sont indépendants de fait.

## Déroulement

### Alliance de la Régence d'Alger et des wattasside
Pendant la première moitié du XVIe siècle, les Wattassides et les Ottomans entretiennent en général de bons rapports, les premiers soutenant militairement les seconds lors de leur conquête du royaume des Zianides de Tlemcen, tandis qu'à Fès un nombre considérable de janissaires est au service des sultans. Les rapports se détériorent cependant en raison de mésententes au sujet de Tlemcen ainsi qu'à la suite de l'asile accordé par les Wattassides aux organisateurs de révoltes anti-turques.

#### Soutien de la Régence d'Alger aux Wattassides contre les Saadiens
Le premier soutien ottoman aux Wattassides remonte à 1545 quand ces derniers, perdant du terrain dans leur guerre contre leurs adversaire saadiens, se tournent vers l'empire de la Sublime Porte dans le but d'obtenir une aide militaire leur permettant de rester au pouvoir. Ainsi, le prince wattasside Abou Hassoun, régent pour le jeune sultan Mohammed al-Qasri, reconnait l'autorité du calife ottoman en retour de l'aide militaire demandée.
Cependant, les Ottomans n'interviennent pas militairement dans les années 1540 en raison des troubles marquant la fin de l'ère zianide à Tlemcen. Ils donnent néanmoins l'asile à Abou Hassoun en 1549, après que les Saadiens ont conquis Fès.

#### Échec de l'entente de la Régence d'Alger et des Saadiens
En 1549, la conquête du pouvoir au Maghreb el Aqsa par la dynastie des Saadiens fait craindre aux Ottomans de perdre l'appui des confréries religieuses en Oranie occidentale. Une entente est conclue entre les deux parties, prévoyant le partage de l'ancien territoire zianide: les Marocains récupèreront Tlemcen tandis qu'Oran ira aux Ottomans. L'accord demeure néanmoins lettre morte, notamment en raison des intrigues des algérienss avec les princes Ourtajin de Debdou, alliés des Wattassides, ainsi que le ralliement au clan pro-marocain du plus haut dignitaire de la cour de Tlemcen, le vizir Al-Mansour.
Craignant la menace turque, le sultan Saadien Mohammed ech-Cheikh lance aussitôt, en 1550, une offensive contre la présence turque dans l'Ouest algérien. Les marocains prennent Tlemcen le 9 juin 1550, mais échouent devant Mostaganem puis sont battus par les Banu 'Amir, alliés des Espagnols installés à Oran. Les Saadiens perdront Tlemcen en janvier 1551 au profit des Ottomans, ces derniers annexant l'ancien royaume des Zianides à leurs possessions en Algérie, la Régence d'Alger, tandis que le conflit armé se poursuit dans la vallée du Chelif.

#### Prise de Fès par les Ottomans
Les tensions entre Saadiens et Ottomans s'exacerbent en 1552, quand les premiers refusent de reconnaitre les seconds en tant que suzerains. Ceci mène les Ottomans à lancer une offensive contre Fès en octobre 1553, dirigée par le pacha d'Alger Salah Raïs, qui se solde par la prise de la ville et l'installation au pouvoir du Wattasside Abou Hassoun en janvier 1554,. Ce dernier reconnait la suzeraineté nominale des Ottomans en faisant prononcer la khutba au nom du Sultan ottoman.
En septembre 1554, Mohammed ech-Cheikh réussit à reprendre Fès et à en chasser Abou Hassoun et les Ottomans, avant de conclure contre ces derniers une alliance avec les Espagnols d'Oran.

### Assassinat de Mohammed ech-Cheikh
Après avoir de nouveau refusé de prêter allégeance au sultan ottoman peu après juin 1557, Mohammed ech-Cheikh est assassiné sur ordre du sultan ottoman Soliman le Magnifique, en octobre 1557 par des membres algériens de sa garde, entrés à son service auparavant après avoir prétendu être des déserteurs de l'armée ottomane. Il est décapité et sa tête emmenée à Constantinople.
Après la mort de Mohammed ech-Cheikh, les algériens reprennent Tlemcen, qui était aux mains des Marocains depuis 1556 –ces derniers s'en retirant sans combattre–, avant de poursuivre leur offensive vers le territoire marocain, où ils confrontent l'armée saadienne  au nord de Fès lors de la bataille de l'Oued-el-Leben en 1558. Ayant perdu le soutien du prince de Debdou et appris que les Espagnols –alors alliés des Marocains– préparaient une attaque contre la Régence depuis Oran, les algériens sont contraints de se retirer du Maroc.

### Succession d'Abdallah el-Ghalib
La succession d'Abdallah el-Ghalib, décédé en 1574, est l'occasion pour les algérienss d'intervenir à nouveau au Maroc en soutenant deux prétendants au trône, les futurs sultans Abd al-Malik et Ahmed al-Mansour, contre le sultan en fonction Muhammad al-Mutawakkil.

#### Renversement de Muhammad el-Mutawakkil
En 1576, la Régence d'Alger. appuient le prétendant Saadien Abd al-Malik — à qui ils ont offert l'asile et qu'ils accueillent depuis 1574 — pour reprendre Fès et renverser son neveu, le sultan al-Mutawakkil ; un corps expéditionnaire de 10 000 hommes, principalement des Janissaires mis à disposition d'Abd al-Malik par les autorités d'Alger d'après une requête qui leur a été faite par la Sublime Porte, bat l'armée d'al-Mutawakkil lors de la bataille d'al-Rukn et prend Fès, avant de s'emparer des autres villes du royaume par la suite.
Abd al-Malik ayant accédé au pouvoir, il conserve un corps militaire algérien au sein de son armée — alors qu'il réorganise son armée selon le modèle ottoman — et reconnaît le sultan turc comme Calife, en faisant prononcer la prière en son nom, chose sur laquelle il revient aussitôt les janissaires algériens repartis.
Entretenant dans un premier temps de bons rapports avec la Sublime Porte, Abd al-Malik conserve néanmoins l'indépendance marocaine envers l'Empire Ottoman et maintient des relations diplomatiques avec les Espagnols dans le but de la garantir,.
La présence militaire turque au Maroc constituant une menace envers le Portugal, plus spécialement ses possessions sur les côtes marocaines (Mazagan, Tanger et Ceuta), c'est vers le roi portugais Sébastien Ier que le sultan déchu al-Mutawakkil se tourne afin de solliciter une aide militaire, dans le but de reconquérir le pouvoir.

#### Bataille des Trois Rois
Pendant l'été 1578, une expédition portugaise dirigée par Sébastien Ier et accompagnée d'al-Mutawakkil envahit le nord du Maroc et entreprend de progresser vers Fès. Le 4 août, elle se confronte aux forces de la Régence d'Alger et à ses vassaux Saadiens ; la présence des Turcs et de l'infanterie Kabyle des Zouaves sera décisive pour l'issue de la bataille, qui se solde par la déroute totale des forces portugaises ainsi que par le décès des trois rois: al-Mutawakkil, Abd al-Malik et Sébastien.
Le successeur d'Abd al-Malik, Ahmed al-Mansour, moins favorable aux Turcs, mènera une politique anti-ottomane, rejetant leur Califat qu'il revendique pour lui-même et consolidant l'indépendance du Maroc.
Les tensions entre Saadiens et Ottomans prennent fin en 1585, sur ordre du sultan de Constantinople, laissant les deux parties sur leurs positions respectives.
Malgré la nature fluctuante et le plus souvent conflictuelle des relations entre les deux empires, l'influence des traditions ottomanes se manifeste à la cour des Saadiens : le protocole, l'organisation administrative et militaire s'inspirent des progrès de l'organisation ottomane, bien que la Justice demeure imperméable à ces influences, étant donné que les Saadiens ne partagent pas le rite hanafite officiellement en vigueur dans l'Empire ottoman.

### Implications Algériennes au Maroc auXVIIesiècle

#### Pendant la fin de l'ère saadienne
À la suite du décès d'Ahmed al-Mansour en 1603, le Maroc entre dans une guerre de succession qui durera près d'un quart de siècle, de laquelle le pouvoir saadien sort affaibli, ayant perdu le contrôle d'une grande partie du territoire marocain.
Parmi les prétendants à la succession d'Al-Mansour, le prince Zaidan, après plusieurs revers militaires, se réfugiera à Tlemcen et demandera l'appui des Ottomans dans le but de conquérir le pouvoir, sans parvenir à se voir accorder une quelconque aide. Ce dernier parvient à prendre le pouvoir à Marrakech par ses propres moyens en 1608, sans se faire allié des algériens.
Sorti victorieux de la guerre de succession, le clan de Marrakech est néanmoins affaibli et a perdu le contrôle d'une grande partie du territoire marocain. Les algériens supporteront, au cours des décennies suivantes, différents chefs de guerre et leaders de confréries religieuses.

#### Pendant les débuts de l'ère alaouite
Après une phase d'apaisement qui suit l'intervention de la Sublime Porte à la fin du XVIe siècle, l'émergence d'une nouvelle dynastie chérifienne au Maroc, celle des Alaouites, connait une nouvelle phase de conflits à partir du milieu du XVIIe siècle, principalement en raison des litiges frontaliers ainsi que de la remise en cause de la légitimité de chacune des parties par l'autre. Cette dernière phase de conflits ne s'apaisera qu'à la fin du XVIIIe siècle.

##### Soutien de la Régence d'Alger aux Dila'ites
Ayant émergé comme force politico-religieuse et militaire majeure pendant la première moitié du XVIIe siècle, les Dila'ites — qui contrôlent, lors de la montée en puissance des Alaouites, une grande partie du nord du Maroc — bénéficient de la sympathie de la Régence d'Alger. À la suite de la prise de Dila par les Alaouites en 1668, les Dila'ites sont expulsés vers l'Empire ottoman.
En 1677, une ultime offensive dila'ite est menée avec l'appui militaire ottoman. Après quelques succès dans le Moyen-Atlas, l'expédition est finalement vaincue par les Alaouites et le mouvement dila'ite est définitivement battu.

##### Soutien algérien à Ghaïlan et aux Naqsis
Ancien allié des Dila'ites, le raïs Khadir Ghaïlan contrôle, au moment de l'arrivée au pouvoir des Alaouites, une partie du nord du Maroc (Gharb, Habt, Loukkos et Péninsule tingitane). Confronté à ces derniers, il est battu en 1666 et doit se réfugier aux côtés d'une partie des Naqsis –princes indépendants de Tétouan depuis 1597– à Alger.
En 1673, à la suite du décès du sultan Rachid ben Chérif, Ghaïlan et les Naqsis mènent une offensive contre le nord du Maroc, avec un appui militaire et logistique algérien. Cependant, l'offensive échoue près de Ksar el-Kebir, battue par l'armée alaouite en octobre 1673 et Ghaïlan y est tué,.

### Litige frontalier Algéro-alaouite
L'époque des beylerbeys révolue, les dirigeants d'Alger manquent de puissance pour entreprendre des incursions au cœur du territoire marocain. Dorénavant, l'essentiel du conflit réside dans le litige relatif aux frontières du Maroc et des possessions ottomanes d'Afrique du Nord, qui donne lieu à plusieurs confrontations, principalement pour le contrôle d'Oujda, qui change de main à plusieurs reprises.
En 1641, Oujda –qui est alors sous contrôle ottoman– est prise par le prince alaouite Mohammed ben Chérif. Ce dernier razzie la région de Tlemcen et pousse même jusqu'à Laghouat, avant que la Régence d'Alger n'obtiennent qu'il se tienne « en deçà de la Tafna » par un traité négocié avec le pacha d'Alger en 1647,. Quelques coups de force sont aussi tentés contre Oran, considérée comme marocaine.
En 1651, le prince Mohammed ben Chérif soumet la région de Nedroma avant de revenir sur Oujda. Malgré ces contestations frontalières, les algériens considèrent la Tafna comme limite entre les territoires marocain et algériens.
Le sultan alaouite Ismaïl ben Chérif tente à son tour une incursion dans la Tafna jusqu'au Amour en 1678 mais, défait par l'artillerie turque, doit reconnaître la limite sur la Tafna,, après que des lettres de ses prédécesseurs, Mohammed ben Chérif et Rachid ben Chérif, reconnaissant cette délimitation, lui soient présentées ; le traité n'est cependant pas appliqué et la frontière à la Tafna demeure théorique, les algériens gardant une garnison à Nedroma,. Ismail garde le contrôle d'Oujda jusqu'en 1692 quand, battu par les algérienss, il doit leur reconnaitre comme frontière la Moulouya,.
À la suite du décès du sultan Yazid ben Mohammed en 1792, le bey d'Oran Mohamed el-Kebir organise l'invasion du nord-est marocain, où il contrôle désormais Oujda et la partie orientale du Rif,. L'intervention organisée en 1795 par le successeur de Yazid, Slimane ben Mohammed, permet aux Marocains de reprendre définitivement ces territoires,,. La frontière est alors définitivement fixée à l'oued Kiss.
Dans le même temps, entre 1792 et 1830, les sultans alaouites harcèlent les beys d'Oran, « successeurs patrimoniaux de l'Espagne », avant de profiter de l'effondrement de la régence d'Alger pour lancer leur armée sur l'Oranie : les habitants de Tlemcen reconnaissent bientôt, éphémèrement, Abderrahmane ben Hicham comme leur suzerain ; les Marocains se retirent définitivement de Tlemcen en 1834, en faveur d'Abdelkader ibn Muhieddine.

## Les incursions alaouites au beylik de l'Ouest et au Sahara
Avec l’avènement de la dynastie alaouite, les hostilités avec la régence d'Alger vont reprendre. Moulay Ismaïl entreprend un projet de conquête de l'Oranie en 1690-1691 et se rend maitre de la Tafna. Mais finalement battu par le dey Hadj Chabane, il se voit imposer un traité où il reconnait les droits de l'État d'Alger à la Moulouya.
Un prince alaouite, Moulay Zidan, gouverneur de Taza, lance une offensive sur le beylik de l'ouest, prend Mascara et pille le palais du bey. Moulay Ismaïl, le sultan, destitue alors Moulay Zidan et, les hostilités étant ouvertes, franchit également la frontière algérienne et affronte l'armée du dey d'Alger dans la vallée du Chelif en 1701. L'armée de Moulay Ismaïl est défaite par les Algériens et, selon une correspondance entre le dey Moustapha et le grand écrivain Hussein Agha, ses pertes s'élèvent à 3 000 hommes dont 50 caïds. La régence d'Alger occupée par le siège d'Oran aux mains des Espagnols, ne poursuit pas les hostilités, même si les relations restent très tendues. Les années suivantes Moulay Ismaïl mène des incursions sahariennes vers Ain Madhi et Laghouat sans réussir à s'y implanter durablement. À la suite de ces expéditions, le dey d'Alger, Moustapha II écrit alors à Moulay Ismaïl au sujet du rattachement des Algériens et de leur territoire au pouvoir de la régence d'Alger.
À la fin du XVIIIe siècle, le sultan Moulay Sliman organise une expédition sur Oujda qui, selon le chroniqueur marocain Abou al Kacem ben Ahmed Az Ziani, fait alors partie du territoire soumis aux algérienss d'Alger. Le bey d'Oran n'oppose aucune résistance, et désormais avec la prise de la ville en 1795, c'est l'oued Kiss qui sert définitivement de délimitation entre les deux territoires en lieu et place de la Moulouya. Le sultan alaouite Moulay Sliman faisait aussi la conquête de Figuig pour une brève période en 1805.
Au sud ouest la régence s'appuie sur la grande confédération tribale des Ouled Sidi Cheikh, ralliés à la régence d'Alger vers la fin du XVIIe siècle pour exercer un contrôle sur ses confins sahariens.

## Sources
- Michel Abitbol, Histoire du Maroc, EDI8, 24 avril 2014, 631 p. (ISBN 978-2-262-03816-8, lire en ligne)
- Jillali El Adnani, La Tijâniyya, 1781-1881 : les origines d'une confrérie religieuse au Maghreb, Marsam Editions, 1er janvier 2007, 247 p. (ISBN 978-9954-21-084-0, lire en ligne), p. 41
- Rachid Bellil, Les oasis du Gourara (Sahara algérien), Peeters Publishers, 1er janvier 1999 (ISBN 978-90-429-0721-8, lire en ligne)
- Rachid Bellil, Les Oasis Du Gourara (Sahara Algerien) II. Fondation Des Ksour Ms17, Peeters, 1er août 2001, 276 p. (ISBN 978-90-429-0924-3, lire en ligne)
- Pierre Boyer, « Contribution à l'étude de la politique religieuse des Turcs dans la Régence d'Alger (XVIe – XIXe siècles) », Revue de l'Occident musulman et de la Méditerranée, vol. 1,‎ 1966 (DOI 10.3406/remmm.1966.910, lire en ligne, consulté le 11 septembre 2016)
- Tayeb Chenntouf, UNESCO, « La dynamique de la frontière au Maghreb. », Des frontières en Afrique du XIIe au XXe siècle (Histoire et Perception),‎ 1999 (lire en ligne)
- Chems-Eddine Chitour, Algérie : le passé revisité : une brève histoire de l'Algérie, Casbah Editions, 1er janvier 2004 (lire en ligne)
- Laurent-Charles Féraud, Histoire Des Villes de la Province de Constantine : Sétif, Bordj-Bou-Arreridj, Msila, Boussaâda, vol. 5, Constantine, Arnolet, 1872 (réimpr. 2011), 456 p. (ISBN 978-2-296-54115-3, lire en ligne), p. 219
- Mouloud Gaïd, L'Algérie sous les Turcs, Maison tunisienne de l'édition, 1er janvier 1975 (lire en ligne)
- Mahfoud Kaddache, L'Algérie des Algériens : de la Préhistoire à 1954, Paris, Paris-Méditerranée, 2003, 785 p. (ISBN 2-84272-166-7)
- Guy Turbet-Delof, La presse périodique française et l'Afrique barbaresque au XVIIe siècle (1611-1715)., Librairie Droz, 1er janvier 1973, 189 p. (ISBN 978-2-600-03532-3, lire en ligne), p. 163
- Encyclopédie berbère, Aix-en-Provence, Éditions Peeters, 1er juin 2005 (ISBN 2-7449-0538-0, lire en ligne), « Kalaa des Beni Abbès », p. 4112
- Auguste Cour, L'établissement des dynasties des Chérifs au Maroc et leur rivalité avec les Turcs de la Régence d'Alger : 1509-1830, Editions Bouchène, 1er janvier 2004, 188 p. (ISBN 978-2-912946-78-2, lire en ligne)
- A. Cour, « L'établissement des dynasties des Chérifs au Maroc et leur rivalité avec les Turcs de la Régence d'Alger ; 1509 – 1830 », Creative Media Partners LLC, 2018
- J. M. Abun-Nasr, « A History of the Maghrib in the Islamic Period » (lien), Cambridge University Press, 1987  (ISBN 9780521337670)
- P. Boyer, « Contribution à l'étude de la politique religieuse des Turcs dans la régence d'Alger (XVIe – XIXe siècles) » (lien), dans: Revue de l'Occident musulman et de la Méditerranée, vol.1, 1966, p. 11-49
- J. D. Fage & R. A. Oliver, « The Cambridge History of Africa, Volume III » (lien), Cambridge University Press, 1977  (ISBN 9780521209816)
- Ch.-A. Julien, « Histoire de l'Afrique du Nord : Des origines à 1830 », éd. Payot & Rivages, Paris, 1994
- C. R. Pennell, « Morocco: From Empire to Independence » (lien), Oneworld Publications, 2013
- D. E. Pitcher, « An Historical Geography of the Ottoman Empire: From Earliest Times to the End of the Sixteenth Century » (lien), Brill Archive, 1972
- R. Le Tourneau, « Histoire de la dynastie sa'dide. Extrait de al-Turguman al-mu'rib 'an duwal al-Masriq wal Magrib d'Abû al Qâsim ben Ahmad ben 'Ali ben Ibrahim al-Zayyânî. Texte, traduction et notes présentés par L.Mougin et H. Hamburger » (lien), dans: Revue de l'Occident musulman et de la Méditerranée, vol.23, 1977, p. 7-109
- C. de la Veronne, « Relations entre le Maroc et la Turquie dans la seconde moitié du XVIe siècle et le début du XVIIe siècle (1554-1616) » (lien), dans: Revue de l'Occident musulman et de la Méditerranée, vol.15, 1973, p. 391-401